# Chris Brady (Fußballspieler)
Christopher Keith Brady (* 3. März 2004 in Naperville, Illinois) ist ein US-amerikanischer Fußballtorhüter.

## Karriere

### Verein
Von der Akademie ging er im März 2020 in das MLS-Team von Chicago Fire über. Dort kam er zunächst nicht zum Einsatz und wurde im Sommer des Jahres an Forward Madison verliehen, wo er Ende August 2020 dann auch sein Debüt in der USL League One gab. Bis Ende November stand er noch sieben weitere Male im Tor. Ab der Saison 2021 gehörte er zwar hin und wieder zum Spieltagskader von Chicago Fire, kam jedoch erneut zu keinen Einsätzen. Für ein Spiel wurde er im Juni 2021 noch einmal an Forward Madison verliehen. Nachdem er ab der Saison 2022 für Chicago Fire II in der MLS Next Pro spielte, bekam er am letzten Spieltag der laufenden Regular Season auch sein Debüt in der MLS; bei einem 1:1 gegen New England Revolution. Ab der Saison 2023 war er als Stammtorhüter gesetzt.

### Nationalmannschaft
Nach ein paar Partien mit der U15 kam er ab März 2022 für die US-amerikanische U20 zum Einsatz, für die er auch bei der CONCACAF-Meisterschaft 2022 in allen Spielen bis auf das erste Gruppenspiel im Kasten stand. Im Oktober 2023 debütierte er für die U23.